# Yngve Schoerner
Yngve Theodor Schoerner, född 7 september 1879 i Karlskrona stadsförsamling i Blekinge län, död 14 januari 1963 i Skeppsholms församling i Stockholm, var en svensk mariningenjör och sjöofficer.
Schoerner avlade studentexamen 1897 och civilingenjörsexamen 1901 vid Fackskolan för maskin- och skeppsbyggnadskonst på Kungliga Tekniska högskolan i Stockholm. Efter examen gjorde han praktik på Karlskrona örlogsvarv och 1903–1904 vid Flensburger Schiffbau Gesellschaft. År 1905 blev han tillförordnad mariningenjör, 1906 extra mariningenjör, 1907 mariningenjör av andra graden och 1908 mariningenjör av första graden. Åren 1907–1910 tjänstgjorde han i Ingenjördepartementet vid Stockholms örlogsvarv. Han var fartygsingenjör på pansarskeppen Svea 1907, Oden 1908 och på Dristigheten under en expedition till Medelhavet 1909. År 1910 erhöll han tjänst vid Ingenjöravdelningen i Marinförvaltningen. Schoerner var Marinförvaltningens kontrollant vid byggandet av minkryssaren Clas Fleming vid Finnboda Varv 1910–1914, tjänstgjorde 1915–1917 vid Ingenjöravdelningen i Marinförvaltningen och var kontrollant vid byggandet av pansarskeppet Drottning Victoria vid Götaverken 1917–1918. Åren 1921–1929 tjänstgjorde han i Ingenjördepartementet vid Karlskrona örlogsvarv, därav som mobiliseringsingenjör 1922–1929 efter att 1922 ha utnämnts till marindirektör av andra graden. Han var chef för Ingenjördepartementet en kortare tid 1929.
År 1929 utnämndes han till marindirektör av första graden och var åren 1929–1942 marinöverdirektör och chef för Ingenjöravdelningen vid Marinförvaltningen tillika chef för Mariningenjörkåren. Denna tjänst innefattade vid dåvarande organisation handläggning och personlig föredragning i plenum av samtliga nybyggnadsärenden och tekniska utredningar etc. Inför och under den förstärkta försvarsberedskapen under andra världskriget var dessa arbetsuppgifter mycket omfattande. Under perioden 1930–1942 kontrakterades eller levererades följande fartyg: flygplanskryssaren Gotland, kryssarna Tre Kronor och Göta Lejon, minfartyget Älvsnabben, 10 stadsjagare eller därmed likvärdiga fartyg, 4 kustjagare av Mode-klass, 21 ubåtar av olika typer, 14 minsvepare av Arholma-klass, 20 mindre minsvepare, 4 vedettbåtar av Jägaren-klass, 11 motortorpedbåtar samt ett flertal smärre fartyg och isbrytaren Ymer. Följande fartyg inköptes och ombyggdes: ubåtsdepåfartyget Patricia, lasarettsfartyget Prins Carl, ubåtsbärgningsfartyget Belos samt jagarna Puke, Psilander, Romulus och Remus – de fyra senare från Italien.
År 1939 erhöll han konteramirals tjänsteklass – en utmärkelse som tidigare endast tilldelats Fredrik Henrik af Chapman. Efter att han 1942 lämnat Marinförvaltningen var han chef för Verkstadsavdelningen vid Sveriges Mekanförbund 1942–1950. Schoerner avgick ur amiralitets reserv 1949.
Yngve Schoerner invaldes 1919 som hedersledamot av Kungliga Örlogsmannasällskapet och 1930 som ledamot av Kungliga Krigsvetenskapsakademien.
Yngve Schoerner var son till manufakturhandlaren Otto Theodor Schoerner och Nanny Hildegard Juliander. Han gifte sig 1910 med Hildur Åhman (1884–1977). De fick sönerna Gunnar Schoerner, Erik Schoerner och Ove Schoerner. Makarna är gravsatta på Galärvarvskyrkogården i Stockholm.